# ゼイスキー自然保護区
ゼイスキー自然保護区（ロシア語：Зейский заповедник）はロシア極東のトゥクリングラ山脈の東端に位置する国立自然保護区。1963年10月3日創立。面積99,430ha。保護面積34,000ha。南東から北西に細長い区域で、長さ50km、平均幅25km。山地が主な地形。

## 動植物
無霜期間は75～86日。区域内にはマンシュウアカジカ、ノロジカ、ヘラジカ、クマ、クロテンなどの52種の哺乳類、241種の鳥類、637種の維管束植物が分布する。保護区で最もよく見られる両生類はアムールアカガエルである。起伏のある沼地、まれにカラマツの沼地やカラマツの低木林にはキタサンショウウオが生息する。また、暖かくなると森の入り口でコモチカナヘビが見られる。マムシは保護区の南東ならどこでも見られる。トゥクリングラ山脈では158種の真菌が確認されており、106属41科に属する。更に山脈の東部では208種の土壌真菌が発見されており、一部は植物病原性である。